# Albers
Albers es una villa ubicada en el condado de Clinton en el estado estadounidense de Illinois. En el Censo de 2010 tenía una población de 1190 habitantes y una densidad poblacional de 543,1 personas por km².

## Geografía
Albers se encuentra ubicada en las coordenadas 38°32′43″N 89°36′51″O / 38.54528, -89.61417. Según la Oficina del Censo de los Estados Unidos, Albers tiene una superficie total de 2.19 km², de la cual 2.19 km² corresponden a tierra firme y (0%) 0 km² es agua.

## Demografía
Según el censo de 2010, había 1190 personas residiendo en Albers. La densidad de población era de 543,1 hab./km². De los 1190 habitantes, Albers estaba compuesto por el 95.71% blancos, el 0.17% eran afroamericanos, el 0.17% eran amerindios, el 0.08% eran asiáticos, el 0% eran isleños del Pacífico, el 2.1% eran de otras razas y el 1.76% pertenecían a dos o más razas. Del total de la población el 4.45% eran hispanos o latinos de cualquier raza.